# Lepricornis tristis
Lepricornis tristis är en fjärilsart som beskrevs av William Schaus 1902. Lepricornis tristis ingår i släktet Lepricornis och familjen Riodinidae. Inga underarter finns listade i Catalogue of Life.